# 최고마케팅책임자
최고마케팅책임자(Chief marketing officer, CMO)는 최고브랜드책임자(chief brand officer, CBO)라고도 불리며, 조직 내 마케팅 활동 관리를 책임지는 C-스위트 기업 임원이다. CMO는 브랜드 경영, 마케팅 커뮤니케이션(광고, 프로모션, PR (마케팅) 포함), 시장 조사, 제품 마케팅, 유통 채널 관리, 가격 결정, 고객 성공, 고객 서비스를 이끈다.
CMO는 일반적으로 최고경영자에게 보고하며, 고위 부사장, 부사장, 이사, 기타 고위 마케팅 관리자로부터 보고를 받는다. 역사적으로 일부 관할권에서는 마케팅 책임자에게 법적 책임을 부여했지만, 현대의 직함 사용은 일반적으로 법적으로 정의된 역할에 해당하지 않는다.
자문사 스펜서 스튜어트의 2021년 연구에 따르면, 여성은 2020년 CMO 직책의 47%를 차지하여 2019년 보고된 43%에서 증가했다. 2020년 CMO 중 13%가 인종적 또는 민족적으로 다양한 배경을 가졌으며, 이는 2019년의 14%에서 감소했다.

## 책임
고위 경영진의 일원으로서 CMO는 시장 상황 및 경쟁 역학에 따라 회사 전략과 계획을 개발하고 조정하는 데 참여한다. CMO는 생산, 정보기술, 기업 커뮤니케이션, 문서화, PR (마케팅), 법, 인적자원, 금융과 같은 부서에 관여할 수 있다. 한 가트너 애널리스트는 미래에 CMO가 CIO보다 IT에 더 많이 지출할 것이라고 예측했으며, 많은 현대 CMO들이 고객 대면 기술 구현을 점점 더 많이 다루고 있다. 맥킨지 & 컴퍼니에 따르면, 향후 몇 년 동안 최고 마케팅 책임자만큼 많은 변화를 겪을 고위 임원 직책은 거의 없을 것이다.
CMO는 성장, 판매 및 마케팅 전략을 촉진하는 역할을 한다. 이들은 수익 창출, 비용 절감 또는 위험 완화와 같은 목표를 위해 노력한다. CMO는 가격 책정 및 시장 조사와 같은 분석적 업무, 그래픽 디자인, 광고, 제품 및 서비스 프로모션과 같은 창의적 업무, 전략 및 실행 계획에 대한 조정을 위해 다른 회사 임원들과 협력하는 대인 관계 업무의 세 가지 범주에 속하는 작업을 수행한다.
CMO는 디지털 시대에 고객 충성도를 최우선 순위로 보고 있으며, 두 번째 우선 순위는 태블릿 컴퓨터 및 모바일 앱용 경험을 설계하는 것이다.

## 과제
마케팅 노력의 예측 불가능한 효과와 수익 창출의 필요성으로 인해 대부분의 CMO는 재임 기간이 짧은 편이다. 자문사 스펜서 스튜어트는 2020년 평균 CMO 재임 기간이 40개월로, 지난 10년 중 가장 짧았다고 밝혔다. 이에 비해 평균 CEO 재임 기간은 7년이다.
레인즈(Raines)가 실시한 CMO 매핑 연구에 따르면, CMO들은 영향력을 잃고 있다. CMO의 상당수는 가치를 인정받지 못한다고 느끼며, 많은 CMO들은 주요 성과 지표에 대해 CEO와 명확한 일치를 보지 못하고 있다.

## 같이 보기
- 디지털 전략 관리자
- 최고 웹 책임자

## 더 읽어보기
- Chief Marketing Officers: A Study of Their Presence in Firms'Top Management Teams doi:10.1509/jmkg.72.1.65
- The role and function of the chief marketing executive and the marketing department: A study of medium-sized companies in the UK doi:10.1080/0267257X.1986.9963990
- Functional top management teams and marketing organization: exploring strategic decision-making doi:10.1509/jmkg.75.1.60